# Kabinet-Merkel III
Het kabinet–Merkel III was het Duitse kabinet van 17 december 2013 tot 14 maart 2018. Het kabinet werd gevormd door de politieke partijen Christlich Demokratische Union Deutschlands (CDU)-Christlich-Soziale Union (CSU) en de Sozialdemokratische Partei Deutschlands (SPD) na de verkiezingen van 2013. Angela Merkel de partijleider van de CDU diende een derde termijn als bondskanselier en Sigmar Gabriel de partijleider van SPD diende als vicekanselier.

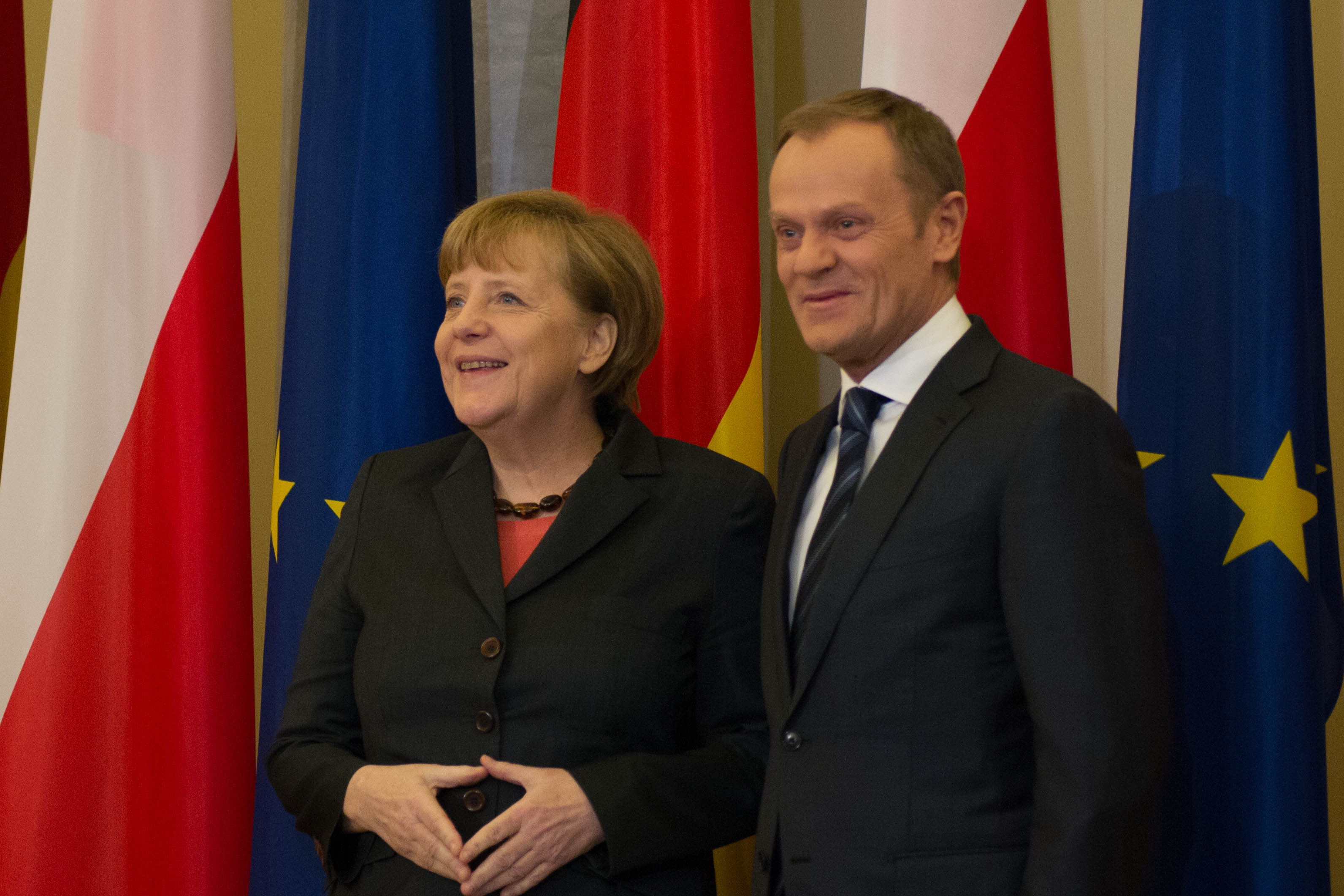
Bondskanselier Angela Merkel en premier van Polen Donald Tusk in Warschau op 12 maart 2014.

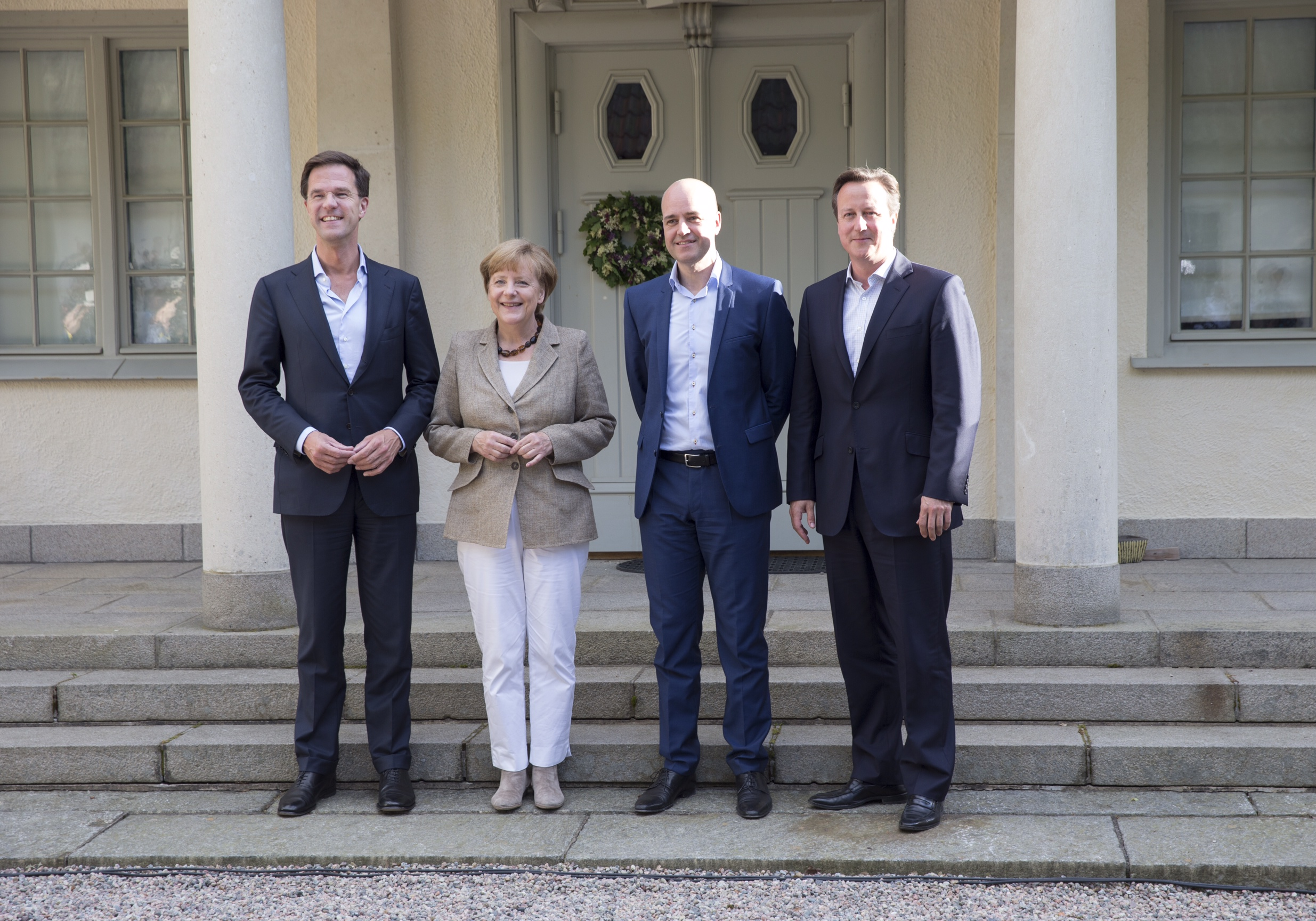
Premier van Nederland Mark Rutte, bondskanselier Angela Merkel, premier van Zweden Fredrik Reinfeldt en premier van het Verenigd Koninkrijk David Cameron in Flen op 9 juni 2014.

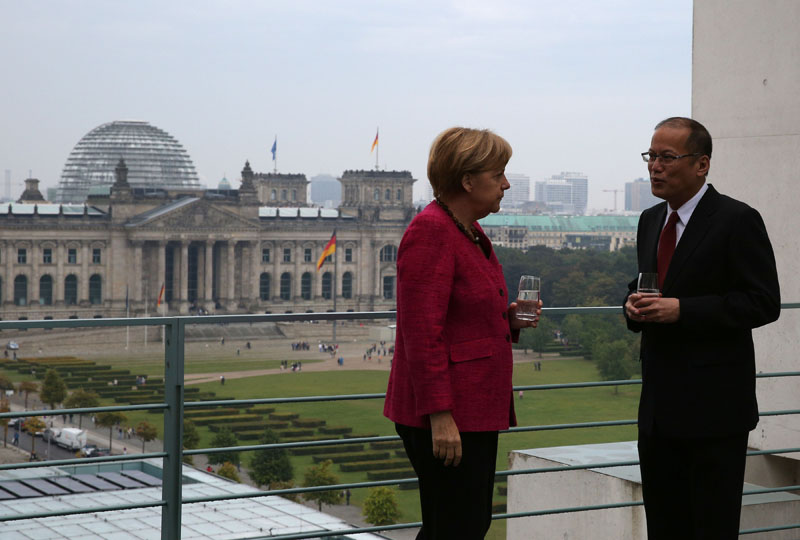
Bondskanselier Angela Merkel en president van de Filipijnen Benigno Aquino III in Berlijn op 19 september 2014.

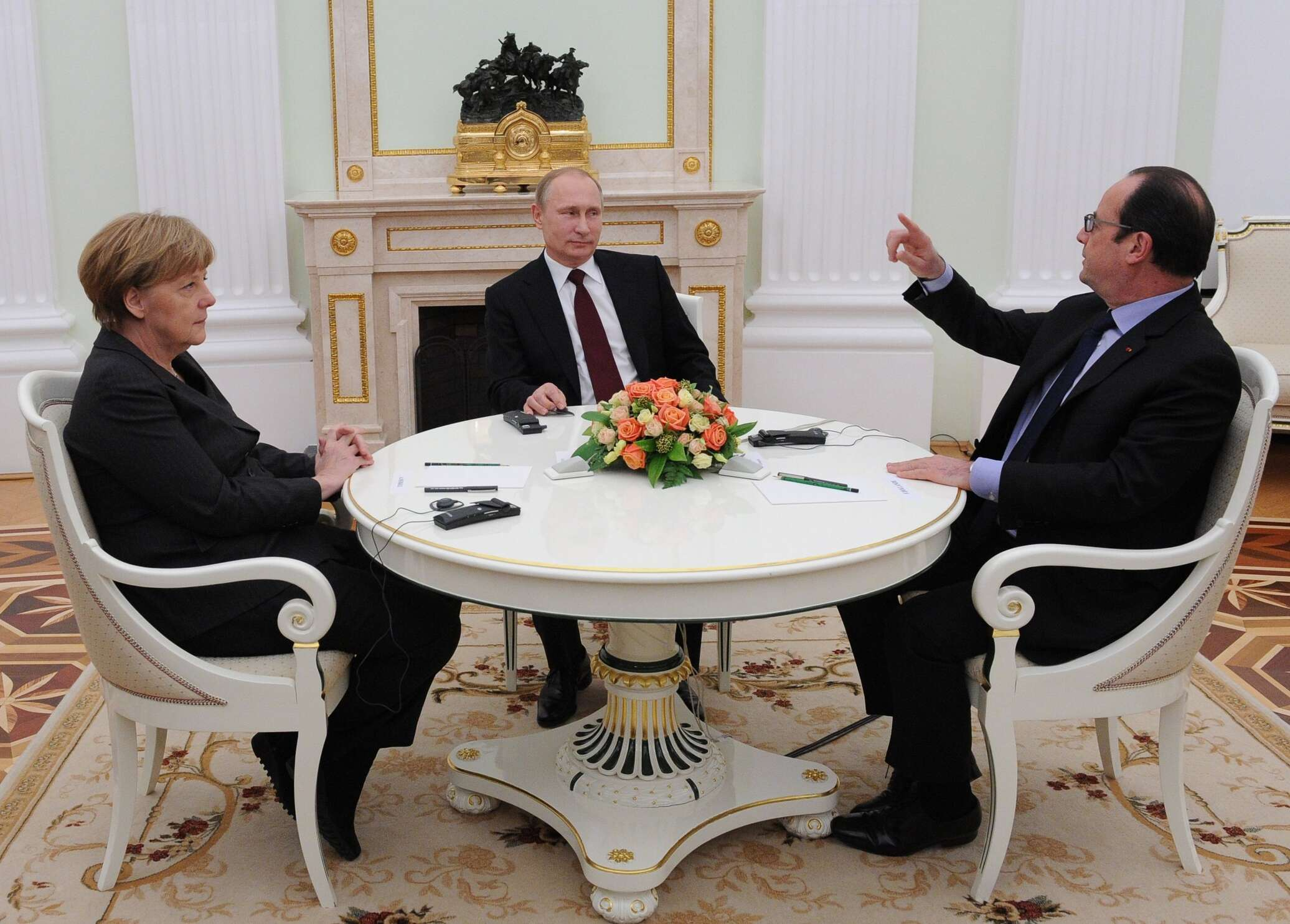
Bondskanselier Angela Merkel, president van Rusland Vladimir Poetin en president van Frankrijk François Hollande in het Kremlin op 6 februari 2015.

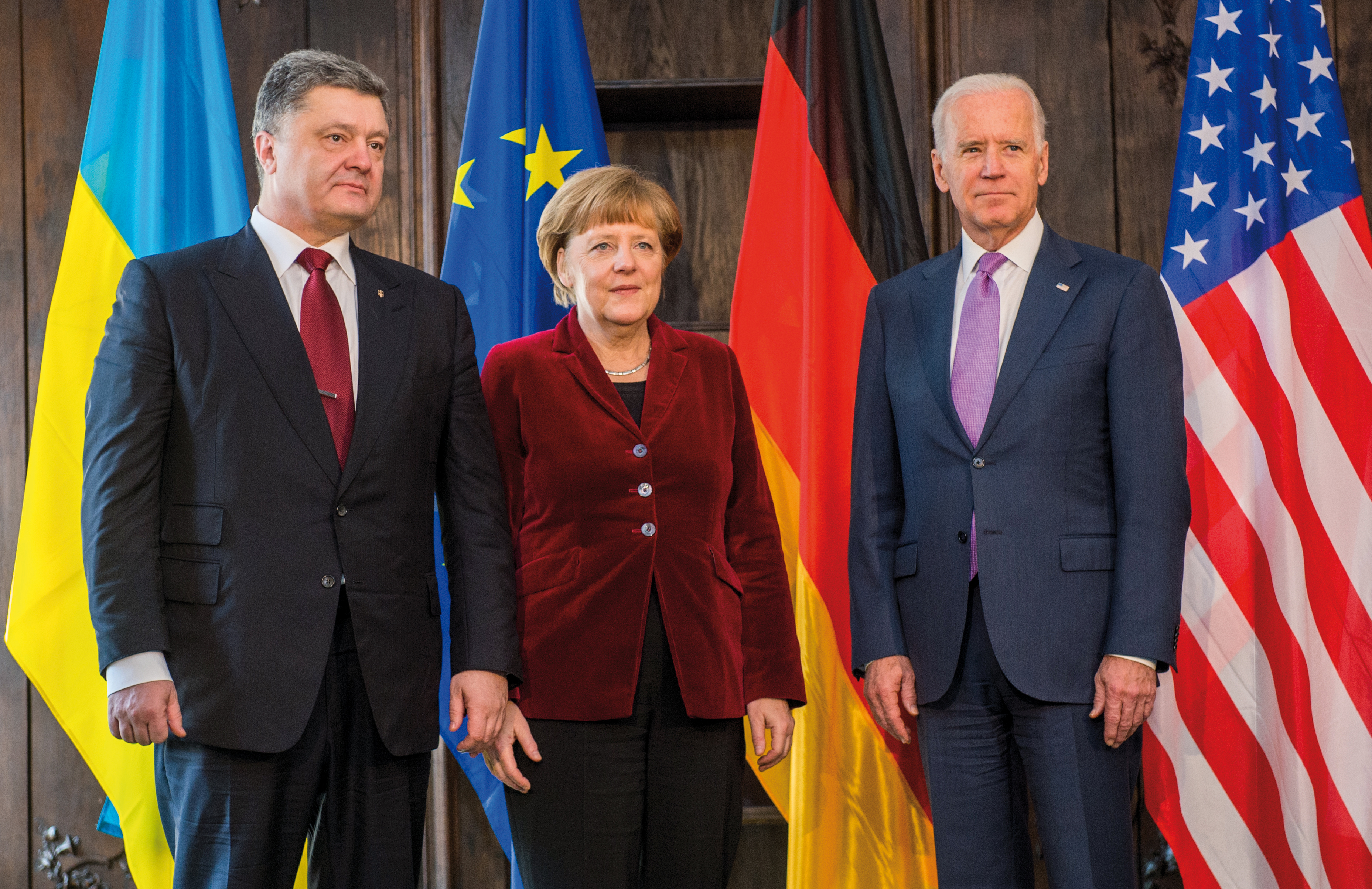
President van Oekraïne Petro Porosjenko, bondskanselier Angela Merkel en vicepresident van de Verenigde Staten Joe Biden in München op 7 februari 2015.

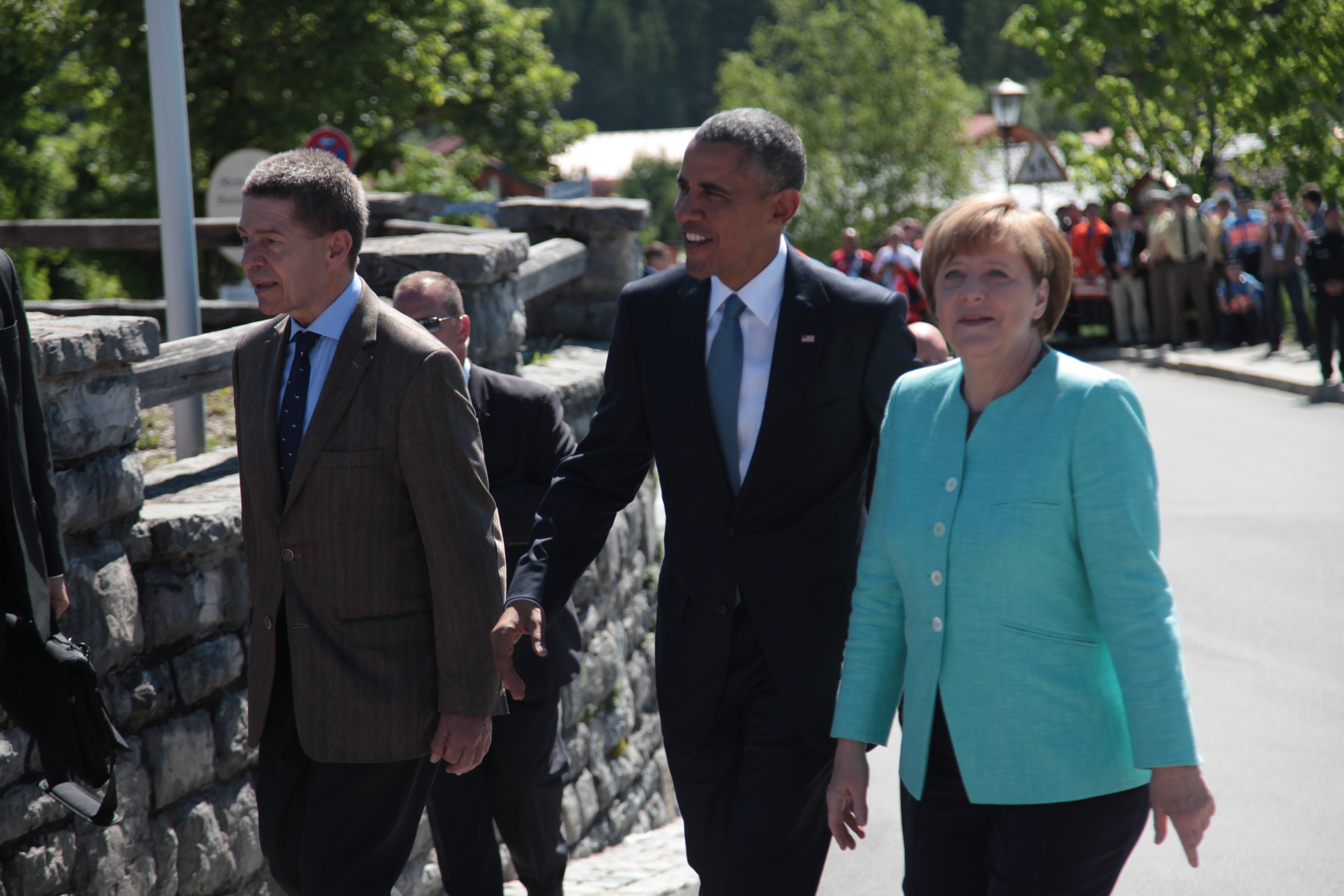
President van de Verenigde Staten Barack Obama en bondskanselier Angela Merkel en in Krün op 7 juni 2015.

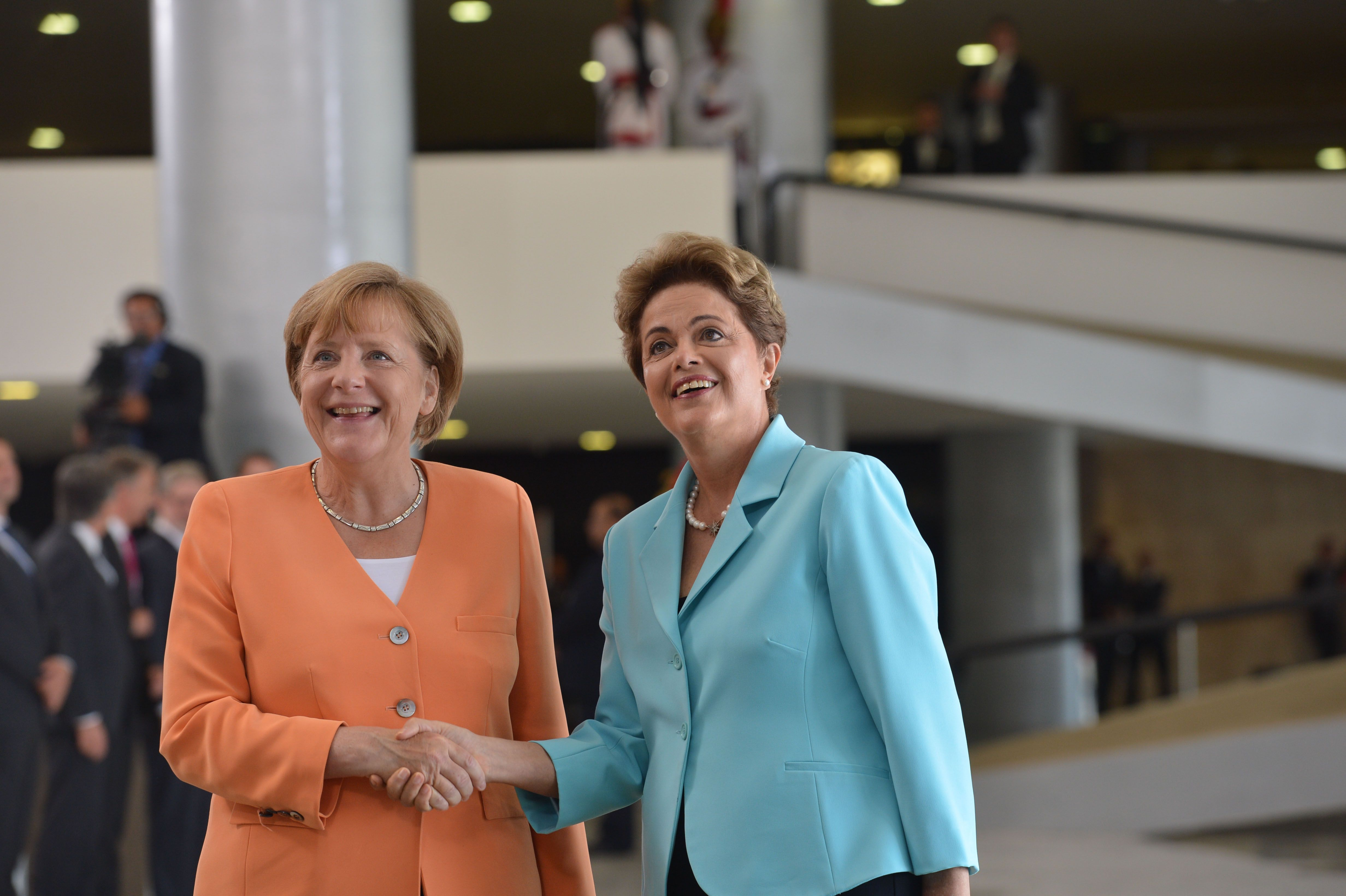
Bondskanselier Angela Merkel en president van Brazilië Dilma Rousseff in Brasilia op 20 augustus 2015.

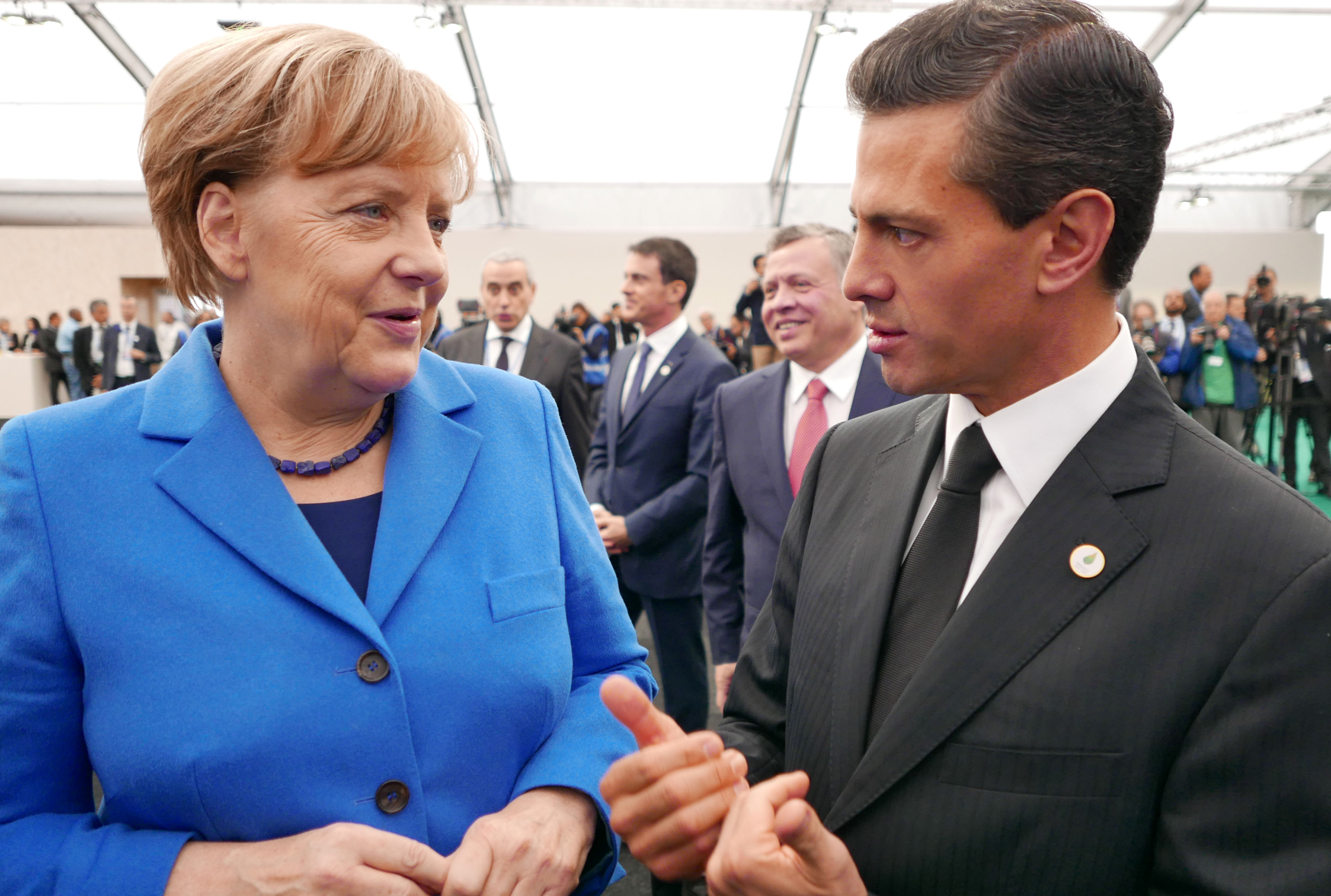
Bondskanselier Angela Merkel en president van Mexico Enrique Peña Nieto tijdens de VN klimaatconferentie van 2015 in Parijs op 30 november 2015.

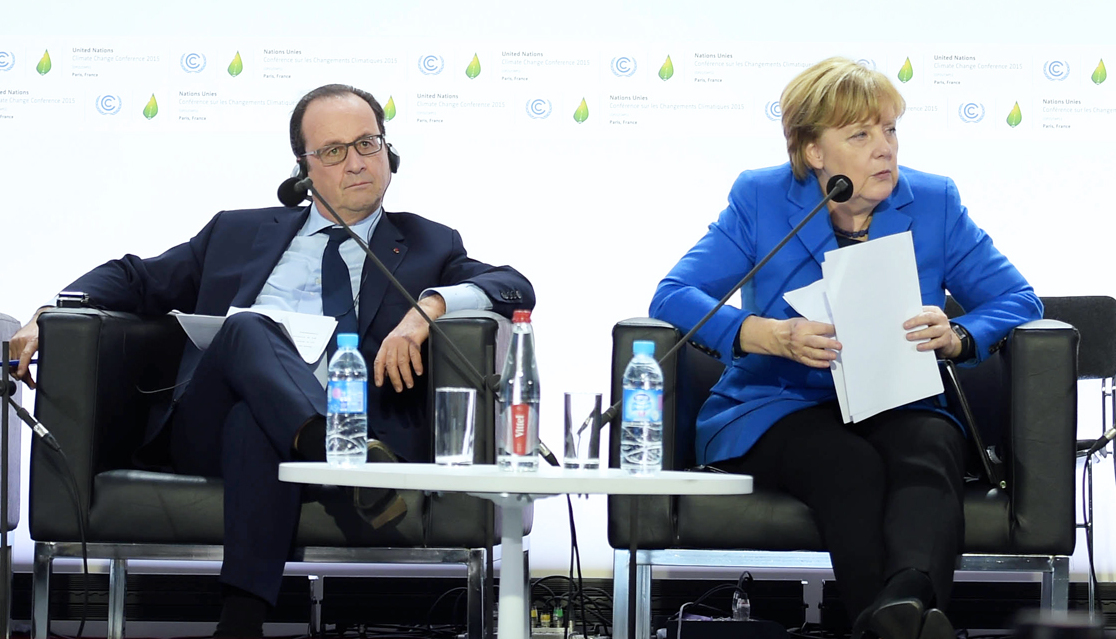
President van Frankrijk François Hollande en bondskanselier Angela Merkel tijdens de VN klimaatconferentie van 2015 in Parijs op 30 november 2015.

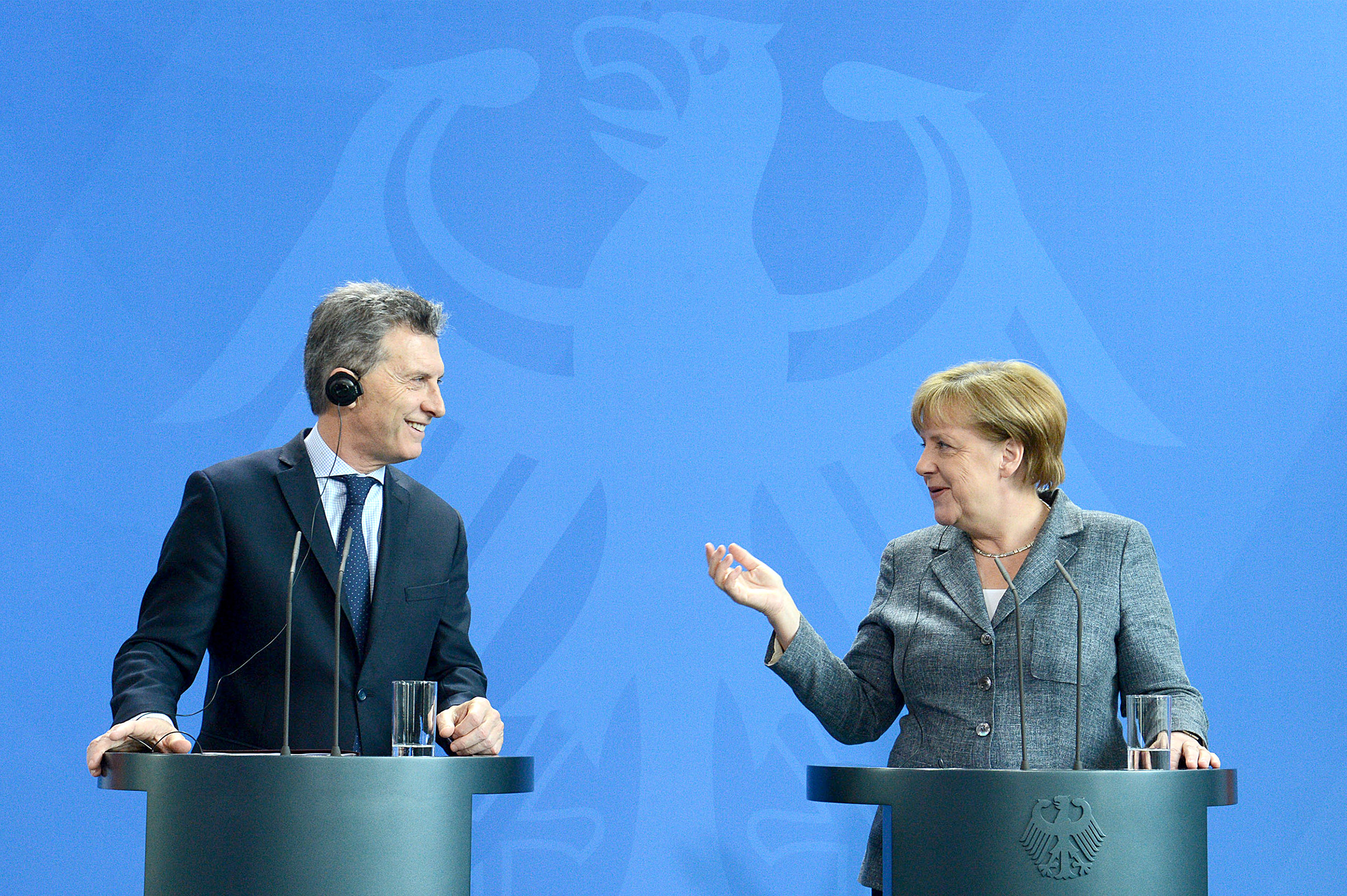
President van Argentinië Mauricio Macri en bondskanselier Angela Merkel in Berlijn op 5 juli 2016.

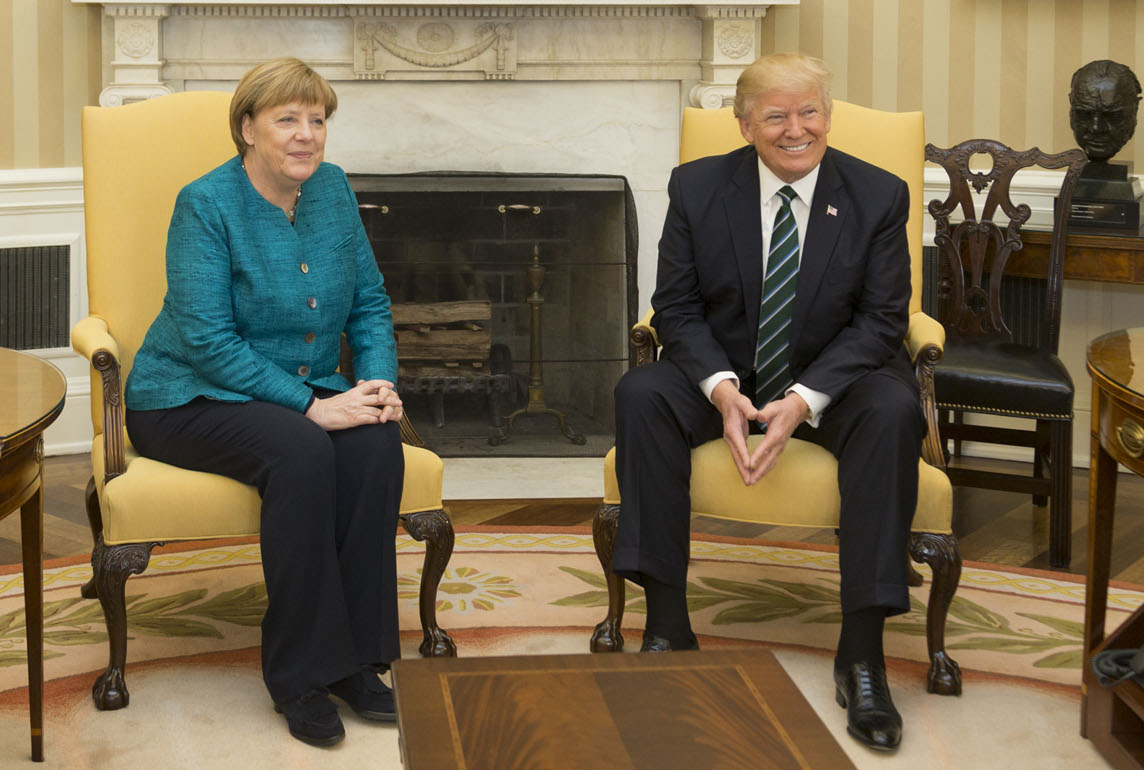
Bondskanselier Angela Merkel en president van de Verenigde Staten Donald Trump in de Oval Office op 17 maart 2017.

| Ambtsbekleders                                              | Ambtsbekleders          | Ambtsbekleders                 | Functie(s)                                                                | Termijn           | Termijn           | Partij(en) |
| ----------------------------------------------------------- | ----------------------- | ------------------------------ | ------------------------------------------------------------------------- | ----------------- | ----------------- | ---------- |
|                                                             | Angela Merkel           | Angela Merkel (1954)           | Bondskanselier                                                            | 22 november 2005  | 8 december 2021   | CDU        |
|                                                             | Sigmar Gabriel          | Sigmar Gabriel (1959)          | Vicekanselier                                                             | 17 december 2013  | 14 maart 2018     | SPD        |
| Bondsminister van Economische Zaken                         | Sigmar Gabriel          | Sigmar Gabriel (1959)          | 27 januari 2017                                                           | 17 december 2013  |                   | SPD        |
| Bondsminister van Buitenlandse Zaken                        | Sigmar Gabriel          | Sigmar Gabriel (1959)          | 27 januari 2017                                                           | 14 maart 2018     |                   | SPD        |
|                                                             | Thomas de Maizière      | Thomas de Maizière (1954)      | Bondsminister van Binnenlandse Zaken                                      | 17 december 2013  | 14 maart 2018     | CDU        |
|                                                             | Frank-Walter Steinmeier | Frank-Walter Steinmeier (1956) | Bondsminister van Buitenlandse Zaken                                      | 17 december 2013  | 27 januari 2017   | SPD        |
|                                                             | Wolfgang Schäuble       | Wolfgang Schäuble (1942–2023)  | Bondsminister van Financiën                                               | 28 oktober 2009   | 24 oktober 2017   | CDU        |
|                                                             | Peter Altmaier          | Peter Altmaier (1958)          | Bondsminister van Financiën                                               | 24 oktober 2017   | 14 maart 2018     | CDU        |
|                                                             | Heiko Maas              | Heiko Maas (1966)              | Bondsminister van Justitie en Consumenten- bescherming                    | 17 december 2013  | 14 maart 2018     | SPD        |
|                                                             | Brigitte Zypries        | Brigitte Zypries (1953)        | Bondsminister van Economische Zaken                                       | 27 januari 2017   | 14 maart 2018     | SPD        |
|                                                             | Ursula von der Leyen    | Ursula von der Leyen (1956)    | Bondsminister van Defensie                                                | 17 december 2013  | 17 juli 2019      | CDU        |
|                                                             | Hermann Gröhe           | Hermann Gröhe (1961)           | Bondsminister van Volksgezondheid                                         | 17 december 2013  | 14 maart 2018     | CDU        |
|                                                             | Andrea Nahles           | Andrea Nahles (1970)           | Bondsminister van Arbeid en Sociale Zaken                                 | 17 december 2013  | 28 september 2017 | SPD        |
|                                                             | Katarina Barleyn        | Katarina Barley (1968)         | Bondsminister van Arbeid en Sociale Zaken                                 | 28 september 2017 | 14 maart 2018     | SPD        |
|                                                             | Johanna Wanka           | Johanna Wanka (1951)           | Bondsminister van Onderwijs en Wetenschap                                 | 14 februari 2013  | 14 maart 2018     | CDU        |
|                                                             | Alexander Dobrindt      | Alexander Dobrindt (1970)      | Bondsminister van Verkeer en Digitale Infrastructuur                      | 17 december 2013  | 24 oktober 2017   | CSU        |
|                                                             | Christian Schmidt       | Christian Schmidt (1957)       | Bondsminister van Verkeer en Digitale Infrastructuur                      | 24 oktober 2017   | 14 maart 2018     | CSU        |
|                                                             | Barbara Hendricks       | Barbara Hendricks (1952)       | Bondsminister van Volkshuisvesting, Stedelijke Ontwikkeling en Woningbouw | 17 december 2013  | 14 maart 2018     | SPD        |
| Bondsminister van Milieu, Klimaat, Natuur en Kernveiligheid | Barbara Hendricks       | Barbara Hendricks (1952)       |                                                                           | 17 december 2013  | 14 maart 2018     | SPD        |
|                                                             | Hans-Peter Friedrich    | Hans-Peter Friedrich (1957)    | Bondsminister van Landbouw, Voedsel en Agrarische Zaken                   | 17 december 2013  | 17 februari 2014  | CSU        |
|                                                             | Christian Schmidt       | Christian Schmidt (1957)       | Bondsminister van Landbouw, Voedsel en Agrarische Zaken                   | 17 februari 2014  | 14 maart 2018     | CSU        |
|                                                             | Gerd Müller             | Gerd Müller (1955)             | Bondsminister voor Economische Betrekkingen en Ontwikkelingshulp          | 17 december 2013  | 8 december 2021   | CSU        |
|                                                             | Manuela Schwesig        | Manuela Schwesig (1974)        | Bondsminister voor Familie, Senioren, Vrouwen en Jeugd Zaken              | 17 december 2013  | 2 juni 2017       | SPD        |
|                                                             | Katarina Barleyn        | Katarina Barley (1968)         | Bondsminister voor Familie, Senioren, Vrouwen en Jeugd Zaken              | 2 juni 2017       | 14 maart 2018     | SPD        |
|                                                             | Peter Altmaier          | Peter Altmaier (1958)          | Bondsminister zonder portefeuille                                         | 17 december 2013  | 14 maart 2018     | CDU        |
| Chef des Bundeskanzleramts                                  | Peter Altmaier          | Peter Altmaier (1958)          |                                                                           | 17 december 2013  | 14 maart 2018     | CDU        |

## Trivia
- Dertien ambtsbekleders hadden ervaring als hoogleraar of wetenschapper: Angela Merkel (natuurkundige), Thomas de Maizière (jurist), Frank-Walter Steinmeier (jurist), Wolfgang Schäuble (fiscaal jurist), Brigitte Zypries (jurist), Ursula von der Leyen (medicus), Hermann Gröhe (jurist), Andrea Nahles (politicoloog), Katarina Barley (jurist), Johanna Wanka (wiskundige), Hans-Peter Friedrich (fiscaal jurist), Barbara Hendricks (socioloog) en Gerd Müller (politicoloog),